# Jimmy Davies
James Richard Davies, detto Jimmy o anche Jim (Glendale, 18 agosto 1929 – Chicago, 11 giugno 1966), è stato un pilota automobilistico statunitense, deceduto durante una gara automobilistica a Chicago.
Tra il 1950 e il 1960 la 500 Miglia faceva parte del Campionato mondiale di Formula 1, per questo motivo Davies ha all'attivo anche 4 Gran Premi ed un terzo posto in F1.
Davies è stato sepolto nel cimitero IOOF Riverview a Monticello, Indiana.

## Risultati in Formula 1
| 1950 | Scuderia   | Vettura |  |  |    |  |  |  |  |  |  |  |  | Punti | Pos. |
| ---- | ---------- | ------- |  |  | -- |  |  |  |  |  |  |  |  | ----- | ---- |
| 1950 | Pat Clancy | Ewing   |  |  | 17 |  |  |  |  |  |  |  |  | 0     |      |

| 1951 | Scuderia                     | Vettura |  |     |  |  |  |  |  |  |  |  |  | Punti | Pos. |
| ---- | ---------------------------- | ------- |  | --- |  |  |  |  |  |  |  |  |  | ----- | ---- |
| 1951 | Parks Offenhauser/L.E. Parks | Pawl    |  | Rit |  |  |  |  |  |  |  |  |  | 0     |      |

| 1953 | Scuderia   | Vettura           |  |    |  |  |  |  |  |  |  |  |  | Punti | Pos. |
| ---- | ---------- | ----------------- |  | -- |  |  |  |  |  |  |  |  |  | ----- | ---- |
| 1953 | Pat Clancy | Kurtis Kraft 500B |  | 10 |  |  |  |  |  |  |  |  |  | 0     |      |

| 1954 | Scuderia   | Vettura           |  |    |  |  |  |  |  |  |  |  |  | Punti | Pos. |
| ---- | ---------- | ----------------- |  | -- |  |  |  |  |  |  |  |  |  | ----- | ---- |
| 1954 | Pat Clancy | Kurtis Kraft 500A |  | 11 |  |  |  |  |  |  |  |  |  | 0     |      |

| 1955 | Scuderia           | Vettura           |  |  |   |  |  |  |  |  |  |  |  | Punti | Pos. |
| ---- | ------------------ | ----------------- |  |  | - |  |  |  |  |  |  |  |  | ----- | ---- |
| 1955 | Bardahl/Pat Clancy | Kurtis Kraft 500B |  |  | 3 |  |  |  |  |  |  |  |  | 4     | 12º  |

| 1956 | Scuderia    | Vettura           |  |  |    |  |  |  |  |  |  |  |  | Punti | Pos. |
| ---- | ----------- | ----------------- |  |  | -- |  |  |  |  |  |  |  |  | ----- | ---- |
| 1956 | Novi Racing | Kurtis Kraft 500F |  |  | NQ |  |  |  |  |  |  |  |  | 0     |      |

| 1957 | Scuderia                 | Vettura           |  |  |    |  |  |  |  |  |  |  |  | Punti | Pos. |
| ---- | ------------------------ | ----------------- |  |  | -- |  |  |  |  |  |  |  |  | ----- | ---- |
| 1957 | Trio Brdeact Wind Allass | Kurtis Kraft 500D |  |  | NQ |  |  |  |  |  |  |  |  | 0     |      |

| 1959 | Scuderia           | Vettura           |  |    |  |  |  |  |  |  |  |  |  | Punti | Pos. |
| ---- | ------------------ | ----------------- |  | -- |  |  |  |  |  |  |  |  |  | ----- | ---- |
| 1959 | Sumar/Chapman Root | Kurtis Kraft 500G |  | NQ |  |  |  |  |  |  |  |  |  | 0     |      |

| Legenda | 1º posto     | 2º posto | 3º posto    | A punti         | Senza punti/Non class.  | Grassetto – Pole position Corsivo – Giro più veloce |
| Legenda | Squalificato | Ritirato | Non partito | Non qualificato | Solo prove/Terzo pilota | Grassetto – Pole position Corsivo – Giro più veloce |